# Ulrich Wilhelm Graf Schwerin von Schwanenfeld
Ulrich Wilhelm Graf Schwerin von Schwanenfeld (ur. 21 grudnia 1902 w Kopenhadze, zm. 8 września 1944 w Berlinie) – niemiecki ziemianin i oficer, członek antynazistowskiego ruchu oporu aktywnie zaangażowany w jego działalność, m.in. uczestnik nieudanego zamachu z 20 lipca 1944 na Adolfa Hitlera. Aresztowany, skazany na śmierć przez nazistowski Trybunał Ludowy, stracony w więzieniu Plötzensee.

## Życiorys

### Dzieciństwo i młodość
Ulrich Wilhelm Schwerin von Schwanenfeld urodził się jako jedyny syn i czwarte z sześciorga dzieci hrabiego Ulricha von Schwerina i jego żony Elisabeth Helene Freda von Bethmann-Hollweg. Ojciec von Schwerina był pruskim dyplomatą, nadburmistrzem Berlina i wysłannikiem w Oslo. Jako syn dyplomaty Schwerin dorastał w wielkich miastach Danii, Luksemburga i Niemiec. Lata szkolne do matury w 1921 r. spędził w szkole klasztornej w Roßleben, jednym z najstarszych gimnazjów humanistycznych w Niemczech. Potem studiował rolnictwo w Monachium, Berlinie i we Wrocławiu. Kilka miesięcy po zakończeniu studiów, odziedziczył w 1926 r. duże rodzinne majątki ziemskie w Hildebrandshagen bei Woldegk (w posiadaniu Schwerinów od połowy XVII wieku, który musiał sprzedać w 1932 na skutek kryzysu), Göhren i Georginenau koło Woldegk w Mecklenburg-Strelitz oraz w Sartowicach (niem. Sartowitz) koło Świecia.
18 maja 1928 w kościele mariackim w Gdańsku poślubił Mariannę Sahm, córkę Heinricha Sahma – Prezydenta Senatu Wolnego Miasta Gdańska, z którą miał trzech synów:
- Wilhelma Franza(inne języki) (ur. 7 lutego 1929)
- Christopha Andreasa(inne języki) (ur. 2 sierpnia 1933, zm. 30 grudnia 1996)
- Detlefa Ulricha Heinricha(inne języki) (ur. 13 czerwca 1944)

Jego syn Wilhelm tak wspomina dom rodzinny: 

Powiedziałbym, że było to wychowanie wyraźnie w duchu chrześcijańskim i międzynarodowym. Mój ojciec mówił po francusku, zanim prawidłowo zaczął mówić po niemiecku, co wynikało z tego, że był wychowywany przez francuską piastunkę. Te międzynarodowe przygody miały na niego jakiś wpływ w przyszłości. Sądzę, że z korzyścią dla niego.

Von Schwerin był członkiem NSDAP, jednakże ze względów czysto pragmatycznych, bez wewnętrznego przekonania. Doświadczenia takie, jak pucz Hitlera w listopadzie 1923, którego był świadkiem oraz zamordowanie w 1934 przywódcy SA Ernsta Röhma sprawiają, że Schwerin odrzucił doktrynę narodowosocjalistyczną.

### Opozycja
Początkowo przepełniony patriotycznym zapałem Schwerin pracował – jak to określił przed Trybunałem Ludowym – „dla niemieckości w Polsce i zbierał przy tym doświadczenia w stosunkach ze wschodnimi sąsiadami Niemiec”. W ciągu lat wzrosło jego zainteresowanie polityką. Już w 1932 podawał w wątpliwość sens ponownego wyboru Paula von Hindenburga na prezydenta Niemiec i przewidywał katastrofę po przejęciu władzy przez narodowych socjalistów. W 1934 do kręgu jego przyjaciół należeli Adam von Trott zu Solz, Eduard Brücklmeier i Josias von Rantzau. Schwerin odrzucał narodowy socjalizm jako niezgodny z jego przekonaniami chrześcijańsko-społecznymi. Już w 1935 roku twierdził, że aby przewrót zakończył się sukcesem, Adolf Hitler powinien zostać zabity. Podczas kryzysu sudeckiego w 1938 r., ze względu na jego kontakty z Ministerstwem Spraw Zagranicznych i Abwehrą był łącznikiem pomiędzy cywilnym a wojskowym ruchem oporu.

Spiskowcy: Fritz-Dietlof von der Schulenburg, Erwin von Witzleben i Hans Oster spotykali się w meklemburskim domu von Schwerinów w Göhren bei Woldegk. Telefon był wówczas na podsłuchu. Atmosferę w domu wspomina Wilhelm, wówczas piętnastoletni syn Schwerina: 

Nie wolno nam było nigdy rozmawiać w gabinecie mojego ojca, jeśli telefon nie był przykryty kapturem, takim dla utrzymania ciepła czajniczka z gorącą kawą. Konserwatorzy poczty regularnie sprawdzali nasz telefon, ponieważ nie słyszeli podczas podsłuchów. Mikrofony były wówczas prymitywne, montowane w muszli słuchawki. Można by je było wyjąć, ale wtedy by się przyznało, że się wie, że się jest podsłuchiwanym. Przychodził wtedy pracownik poczty, sprawdzał, ale wszystko było nienaruszone.

Schwerin i jego bliski przyjaciel Peter Yorck von Wartenburg, którego znał ze szkoły klasztornej w Roßleben oraz Fritz-Dietlof von der Schulenburg, należeli do najściślejszego grona grupy oporu, określanej potem również jako Krąg z Krzyżowej (niem. Kreisauer Kreis). Schwerin od początku II wojny światowej służył w Wehrmachcie w stopniu kapitana. Zmobilizowany z chwilą wybuchu wojny pracował od listopada 1939 w sztabie jako adiutant generała von Witzlebena.
Wydarzenie, które również miało wpływ na zdecydowanie opozycyjną postawę Schwerina wobec narodowego socjalizmu wspomina jego syn Wilhelm: 

Po kampanii polskiej na pewien czas pozostawiono ojca pozwalając mu zająć się jego zakładami rolniczymi. Pewnego razu podczas objazdu majątku usłyszał w lesie strzały. Udał się w ich kierunku i zobaczył, że w żwirowni, która należała do jego majątku, SS rozstrzeliwało ludzi. W swym testamencie zadysponował, abyśmy w miejscu egzekucji postawili wysoki dębowy krzyż z właściwym napisem. Testament mogliśmy zresztą otworzyć dopiero po jego śmierci. Oczywiście nie wiedzieliśmy wtedy, że w tej żwirowni podczas całej wojny wykonano 1000 lub nawet więcej wyroków śmierci.

### Zamach z 20 lipca 1944
W 1942 r. Schwerin został przeniesiony jako „politycznie niepewny” z Paryża do Utrechtu. W marcu 1943 został ściągnięty przez Ostera do urzędu Abwehry Naczelnego Dowództwa Wehrmachtu w Berlinie. We wrześniu 1943 Schwerin zaprzyjaźnił się w Berlinie z Clausem von Stauffenbergiem i należał do najściślejszego grona zamachowców z 20 lipca 1944. Schwerin był przewidziany przez spiskowców na sekretarza stanu desygnowanego na głowę państwa Ludwiga Becka. Mimo że już kilka tygodni przed zamachem na Adolfa Hitlera, wielokrotnie wyrażał opinię, że szanse na powodzenie są nikłe, wziął udział w nieudanej próbie przejęcia władzy.
W dniu zamachu 20 lipca 1944 w kompleksie Bendlerblock – centrali zamachowców, spotkali się: Ulrich Wilhelm von Schwerin, Erich Hoepner, Fritz Dietlof von der Schulenburg, Peter Yorck von Wartenburg, Eugen Gerstenmaier i Berthold Schenk von Stauffenberg czekając na wieść o przeprowadzeniu zamachu w Wilczym Szańcu. Schwerin został aresztowany w nocy 21 lipca 1944. 21 sierpnia 1944 stanął przed Trybunałem Ludowym oskarżony przez przewodniczącego Trybunału Rolanda Freislera o przygotowanie zamachu i został skazany na karę śmierci.
Podczas pokazowego procesu doszło do następującej wymiany zdań pomiędzy Freislerem a Schwerinem na temat motywów działania tego ostatniego:

Schwerin: Panie przewodniczący, polityczne przeżycia, których osobiście doświadczyłem, miały dla mnie rozmaite skutki, ponieważ przez długi czas pracowałem na rzecz niemieckości w Polsce i w tym czasie przeżyłem liczne zmiany w nastawieniu wobec Polaków.
Freisler: Czy nie dostał pan przydziału właśnie do Prus Zachodnich?
Schwerin: Tak jest.
Freisler: Hmm…
Schwerin: To jest…
Freisler: Ale zarzuca pan narodowemu socjalizmowi liczne zmiany w nastawieniu wobec Polaków.
Schwerin: W istocie miałem na myśli wiele mordów…
Freisler (krzycząc): Mordów?
Schwerin: ...które w kraju i zagranicą…
Freisler: Przecież pan jest nędznym łajdakiem! Załamał się pan pod [swą] podłością? Tak, czy nie? Załamał się pan pod nią?
Schwerin: Panie przewodniczący, sądzę…
Freisler (wrzeszcząc): Tak czy nie?! Proszę jasno odpowiedzieć!
Schwerin (wahając się): Nie.
Freisler: Nie! Nie może się pan pod nią bardziej załamać, ponieważ jest pan już tylko kupką nędzy, która nie ma już szacunku dla siebie samego!

8 września 1944 (według innych źródeł już w dniu ogłoszenia wyroku) Schwerin został powieszony w więzieniu Plotzensee.

### Represje
Po nieudanym zamachu na Hitlera represje dosięgły również rodziny zamachowców, również rodzinę Schwerina, którą aresztowano na zasadzie odpowiedzialności zbiorowej. Syn Wilhelm wspomina:

Gestapo zabrało nas potem 7 sierpnia. Rano zajechało auto i zostaliśmy aresztowani. Kazali nam: „Spakować mały kuferek, za 2–3 dni jesteś tu z powrotem.” Była także przy tym jedna pani, która pilnowała moją matkę. Mój najmłodszy brat miał 7 tygodni. Niania, która też była, żeby opiekować się niemowlakiem, powiedziała:” Kiedy zabieracie to niemowlę, idę także.” Na co gestapo powiedziało: „W takim razie niech pani idzie razem.” Gestapo miało małe auto, mały DKW i naturalnie wszyscy nie zmieściliśmy się. Mój młodszy brat miał wtedy 11 lat, ja 15, najmłodszy 7 tygodni, opiekunka do dzieci, moja matka i dwaj gestapowcy – było zbyt wiele osób. Na to mi i mojemu bratu oznajmiono, że powinniśmy pojechać w południe pociągiem z Woldegk do Neustrelitz, gdzie zostalibyśmy potem odebrani. Proszę sobie wyobrazić, kiedy to opowiadam, ludzie potrząsają głowami z niedowierzaniem dokładnie jak wtedy. Pojechaliśmy na dworzec w Woldegk, kupiliśmy bilety na pociąg, i pojechaliśmy opłaconym przez siebie pociągiem do więzienia.

Rodzina przybyła do Güstrow do zamku, który w tym czasie pełnił rolę więzienia. Tu Wilhelm ze swą matką został zakwaterowany w celi.

... Czas spędzany w więzieniu nie był przyjemny, ale ja cały dzień pracowałem. Byłem zatrudniony w ogrodnictwie. Byłem zabierany przez ogrodnika o 6:00 rano, a wieczorem o 19:00 przyprowadzany z powrotem. Podczas zbiorów można się było zaopatrzyć w pomidory, ogórki i owoce. Ciekawe w tym czasie było to, że ogrodnik zaraz po przeczytaniu dawał mi Völkischer Beobachter tak, że dokładnie wiedziałem co się dzieje na zewnątrz. Całe artykuły z procesu przed Trybunałem Ludowym ukazywały się tylko przez pewien czas. Pierwsze wielkie procesy, publikowano w prasie. Potem już nie, ponieważ stwierdzono, że mała klika zamachowców właśnie była zbyt duża i o małej klice nie można było więcej mówić.

We wrześniu 1944 Wilhelm von Schwerin został zabrany z wówczas ośmioletnim bratem z więzienia w zamku Güstrow do domu dziecka w Bad Sachsa w Harzu, w którym naziści zebrali prawie 50 dzieci zamachowców. Wszystkie otrzymały nowe nazwiska. Miały otrzymać nową tożsamość, następnie miały być adoptowane przez rodziny wierne narodowemu socjalizmowi. Dzieci nie mogły między sobą używać starych nazwisk.
Wilhelm wspomina:

Mój młodszy brat miał skórzane spodnie, które wcześniej nosił w zakładzie wychowawczym, a tam cała bielizna osobista była podpisana nazwiskiem. Na drugi dzień rano, otworzył klapkę spodni, gdzie było przeszyte nowe nazwisko i mówi „Chcesz zobaczyć jak się nazywam? I poszło! W ciągu pół dnia wiedzieliśmy jak się teraz każdy nazywa. A nazwisko Stauffenberg coś mi mówiło. Stopniowo stawało się jasne dlaczego tu jesteśmy.

Do adopcji jednak nie doszło. Rodzina Schwerin von Schwanenfeld została wywłaszczona w 1944. Początkowo przebywała u przyjaciół, a w lipcu 1945 przeniosła się do Dolnej Saksonii. Dom rodzinny spłonął w czasie działań wojennych w 1945 r., do dziś zachowały się jedynie pozostałości jego murów. W miejscowym kościele znajduje się tablica upamiętniająca von Schwerina. Po wojnie członkowie rodziny powrócili do Göhren.